# Premio Barry
Il premio Barry (Barry Award) è un premio letterario statunitense istituito nel 1997, il premio viene assegnato ogni anno per i migliori negli Stati Uniti e in Canada dell'anno scorso, ai romanzi in inglese e racconti del genere mistero, il premio è stato dedicato dopo la scomparso di Barry W. Gardner (1939-1996), un capo del fuoco in pensione di Dallas, conosciuto per le recensioni di romanzi gialli, sulla rivista Deadly Pleasures ed altre come The Armchair Detective, Mostly Murder o Mystery News.

## Categorie e procedure di voto
Il premio Barry viene assegnato annualmente in sei categorie. Da quando è stato assegnato nel 1997 il miglior romanzo (pubblicato in hardcover), è stato assegnato anche il miglior romanzo d'esordio e il miglior libro tascabile. Dal 2000, è stata inserita la categoria del miglior romanzo poliziesco britannico, riservato alle opere pubblicate in Gran Bretagna. Poi nel 2004 e nel 2005 sono state aggiunte le categorie per il miglior racconto e il miglior thriller. Non viene più assegnato il premio per il miglior saggio, (come avviene per esempio nel noto Edgar Award, Anthony Award e Agatha Award), perché infatti è stato solo assegnato nel 1997 a Willetta L. Heising con Detecting Women 2.
Per partecipare alla cerimonia di premiazione deve essere inviata una copia del libro o racconto al direttore del Deadly Pleasures per poterla leggere in anticipo, a condizione che soddisfi le richieste. I vincitori saranno premiati da una giuria composta da membri dei redattori della rivista. Dopo un incontro preelettorale in genere vengono scelti sei contendenti di ogni categoria in base al quale la giuria determina il vincitore. I vincitori saranno regolarmente premiati dal 2004, ogni anno alla Anthony Boucher Memorial World Mystery Convention,  chiamata brevemente "Bouchercon", in cui vi anche assegnato tra l'altro, il Premio Anthony. Tra i vincitori degli ultimi anni, come ben noti gli autori Michael Connelly, Reginald Hill, Dennis Lehane, Laura Lippman, Peter Lovesey o Val McDermid. Dal 2007, la cerimonia si svolgerà in collaborazione con la rivista Mystery News al fine di aumentare la conoscenza del premio letterario.